# Ансельм Ланський
Ансельм Ланський (лат. Anselmus Laudunensis, Ansellus, фр. Anselme de Laon; 1050 — 15 липня 1117) — французький богослов, свого часу вельми авторитетний представник ранньої схоластики.
Очолював школу в Лані котра була одним з центрів богословської освіти. Оскільки школа Ансельма Ланського виховувала відданих церкві служителів та усіляко вихваляла його викладацьку діяльність називаючи «прикрасою усіх латинських земель», «джерелом знань» тощо. В школі навчалися учні з усіх країн Європи. В 1113 р. з метою поглиблення своєї богословської освіти учнем школи став Абеляр, але невдовзі розчарувався и покинув її. Ансельм Ланський одним з перших виробив ту літературну форму, що стала характерною для схоластики, написав «Книгу сентенцій». У ній були зібрані різноманітні «думки» запозичені з Біблії та отців церкви.